# Meiothecium secundifolium
Meiothecium secundifolium är en bladmossart som beskrevs av Hugh Neville Dixon 1948. Meiothecium secundifolium ingår i släktet Meiothecium och familjen Sematophyllaceae. Inga underarter finns listade i Catalogue of Life.